# سرگی سالنیکوف
سرگی سالنیکوف (روسی: Серге́й Серге́евич Сальников؛ ۱۳ سپتامبر ۱۹۲۵ – ۹ مهٔ ۱۹۸۴) بازیکن و مربی فوتبال اهل اتحاد جماهیر سوسیالیستی شوروی بود.
وی همچنین برندهٔ جوایزی همچون مدال دفاع از لنینگراد شده‌است.
از باشگاه‌هایی که در آن بازی کرده‌است می‌توان به باشگاه فوتبال اسپارتاک مسکو، باشگاه فوتبال زنیت سن پترزبورگ و باشگاه فوتبال دینامو مسکو اشاره کرد.
وی به‌همراه تیم ملی فوتبال شوروی به مقام قهرمانی فوتبال در بازی‌های المپیک تابستانی ۱۹۵۶ دست پیدا کرده‌است. 